# Antonio Vico (Kardinal)

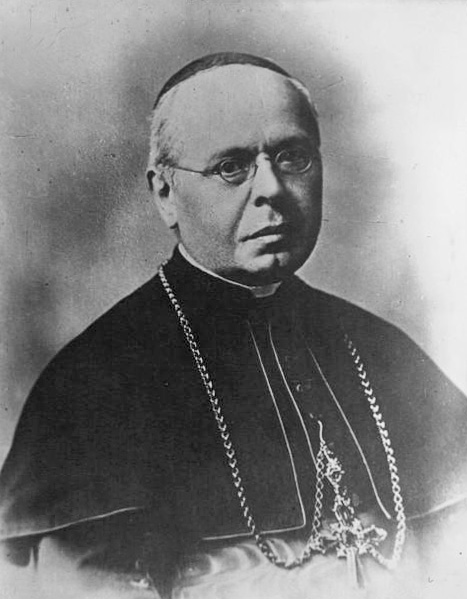
Antonio Kardinal Vico (1922)

Kardinalswappen

Antonio Kardinal Vico (* 9. Januar 1847 in Agugliano, Provinz Ancona, Italien; † 25. Februar 1929 in Rom) war ein italienischer Geistlicher und Kurienkardinal der römisch-katholischen Kirche.

## Leben
Antonio Vico studierte in Rom die Fächer Katholische Theologie und Philosophie. Er promovierte in Philosophie, Katholischer Theologie und Kanonischem Recht. Am 20. September 1873 empfing er das Sakrament der Priesterweihe und arbeitete nach weiterführenden Studien als Seelsorger im Bistum Rom. Von 1877 bis 1880 war er Sekretär der Apostolischen Nuntiatur in Spanien, von 1880 bis 1883 versah er die gleiche Aufgabe bei der Apostolischen Delegation in Konstantinopel. In den Jahren 1883 bis 1887 arbeitete er in der Auslandsvertretung des Vatikans in Frankreich, von 1887 bis 1893 in Spanien, von 1893 bis 1897 in Portugal.
Am 9. Januar 1898 spendete ihm Mariano Kardinal Rampolla del Tindaro die Bischofsweihe, nachdem Papst Leo XIII. ihn am 22. Dezember des Vorjahres zum Apostolischen Delegaten in Kolumbien und zum Titularerzbischof von Philippi ernannt hatte. Von 1904 bis 1907 war Antonio Vico Apostolischer Nuntius in Belgien, von 1907 bis 1911 in Spanien.
Am 27. November 1911 nahm ihn Papst Pius X. als Kardinalpriester mit der Titelkirche San Callisto in das Kardinalskollegium auf. Nach dessen Tod nahm Kardinal Vico am Konklave 1914 teil. In den Jahren 1915 und 1916 war er Kämmerer des Heiligen Kardinalskollegiums. Papst Benedikt XV. ernannte ihn am 11. Februar 1915 zum Pro-Präfekten und am 8. Juli 1918 zum Kardinalpräfekten der Ritenkongregation. Im gleichen Jahr wurde er zum Kardinalbischof von Porto und Santa Rufina erhoben. Er nahm am Konklave 1922 teil, aus dem Pius XI. als Papst hervorging. Dieser bestimmte ihn zum Päpstlichen Legaten beim Eucharistischen Kongress in Aquila, der im August 1923 stattfand.
Antonio Vico starb am 25. Februar 1929 in Rom an einer Grippeerkrankung und wurde in seinem Geburtsort Agugliano beigesetzt.